# Guilherme da Prússia (1906–1940)
Guilherme Frederico da Prússia (Guilherme Frederico Francisco José Cristiano Olaf Príncipe da Prússia, em alemão: Wilhelm Friedrich Franz Joseph Christian Olaf Prinz von Preußen), (4 de julho de 1906 - 26 de maio de 1940) foi o primeiro filho de príncipe herdeiro da Alemanha, Guilherme e da duquesa Cecília de Mecklemburgo-Schwerin.
Quando nasceu, estava em segundo lugar na linha de sucessão do trono alemão e esperava-se que um dia se tornasse imperador após as mortes do seu avô Guilherme II e do pai, no entanto a queda da monarquia em 1918 nunca o permitiu.

## Primeiros anos e infância
Guilherme nasceu no dia 4 de julho de 1906 no Palácio de Mármore perto de Potsdam, a casa de Verão da família real prussiana onde os seus pais residiram até o Schloss Cecilienhof ser completado. O seu pai era Guilherme, Príncipe Herdeiro da Alemanha, o filho mais velho do kaiser Guilherme II da Alemanha. A sua mãe era a duquesa Cecília de Mecklemburgo-Schwerin. O imperador Francisco José I da Áustria foi um dos seus padrinhos.
A escolha de uma ama para Guilherme e o seu irmão mais novo, Luís Fernando (nascido em 1907) causou muitos problemas na família.
No seu 10º aniversário, comemorado em 1916, Guilherme foi nomeado tenente do 1º Regimento de Guardas e foi-lhe dada a Ordem da Águia Negra pelo seu avô. Dois anos depois, quando ele tinha apenas 12 anos, a monarquia alemã foi abolida. Guilherme e a família permaneceram na Alemanha apesar de o seu avô ser enviado para o exílio na Holanda. O antigo príncipe-herdeiro e a sua família permaneceram em Potsdam onde Guilherme e os seus irmãos mais novos frequentaram a escola local.
Depois de se graduar da escola secundária, Guilherme foi estudar nas universidades de Königsberg, Munique e Bonn. Em 1926, enquanto estudante da Universidade de Bonn, Guilherme juntou-se aos Corpos de Borussia, uma organização da qual o seu pai, o seu avô e outros membros da família real faziam parte.

## Casamento e descendência

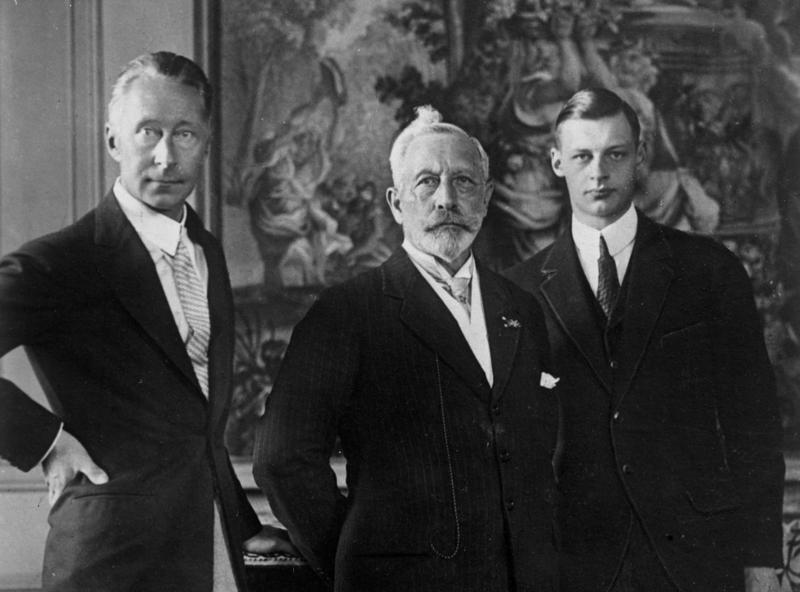
Guilherme com o pai e o avô

Enquanto estudava em Bonn, Guilherme apaixonou-se por uma colega, Dorothea von Salviati. O seu avô não aprovou o casamento de uma mulher de nobreza baixa com o herdeiro presumível do trono alemão. Na altura, o antigo kaiser ainda acreditava na possibilidade da restauração da monarquia e não permitiria que o seu neto contraísse um casamento desigual. Guilherme II disse ao seu neto: Lembra-te: existe todo o tipo de cavalos. No entanto, nós somos sangues-puros e concluímos que um casamento com a menina von Salviati produz defeitos, o que não pode acontecer.
Contudo, Guilherme estava determinado a casar-se com Doroteia. Acabou por renunciar aos direitos de sucessão do trono alemão por si e pelos seus descendentes em 1933. Guilherme e Doroteia casaram-se a 3 de junho de 1933 em Bonn. Tiveram duas filhas. Em 1940 o casamento foi considerado dinástico e as duas filhas receberam o título e estilo de princesas da Prússia.
As filhas foram:
- Felicitas Cecília Alexandrina Helena Doroteia da Prússia, (7 de junho de 1934 – 1 de agosto de 2009).
- Christa Frederica Alexandrina Vitória da Prússia, nascida a 31 de outubro de 1936 em Schloß Klein-Obisch, perto de Głogó

## Serviço militar
Durante a República de Weimar, Guilherme foi alvo de um escândalo por participar nas manobras do exército vestido com o antigo uniforme do Império Alemão sem aprovação do governo. O comandante do  Reichswehr, Hans von Seeckt foi forçado a demitir-se em consequência.
No início da Segunda Guerra Mundial, Guilherme estava entre os príncipes da antiga monarquia alemã que se alistaram para servir na Wehrmacht, as forças armadas da Alemanha.

## Morte e reacções
Em maio de 1940, Guilherme participou na invasão da França. Foi ferido gravemente durante uma batalha em Valenciennes e acabou por morrer num hospital de campanha em Nivelles a 26 de maio de 1940. O seu funeral realizou-se na Igreja da Paz e o corpo enterrado no mausoléu de família no Castelo de Hohenzollern. A cerimónia atraiu mais de 50 000 pessoas.
A sua morte e a crescente simpatia do público alemão para com a família real alemã, perturbaram Hitler que começou a ver os Hohenzollern como uma ameaça ao seu poder. Pouco depois da morte de Guilherme, um decreto conhecido por Prinzenerlass, ou o "Decreto dos Príncipes", foi publicado, impedindo todos os membros de antigas casas reais alemãs de entrar no exército.